# Ostani uz mene
Ostani uz mene treći je studijski album splitskog pop i rock sastava Đavoli, kojeg 1988. godine objavljuje diskografska kuća Jugoton.

## O albumu
Uoči samog objavljivanja albuma iz sastava odlazi Zlatko Volarević koji prelazi u Crvenu jabuku, a na njegovo mjesto dolazi klavijaturist Dragan Lukić, dok je Matko Petrić novi bubnjar Đavola. Iako materijal sadrži uspješnice poput "Ostani uz mene", "Večeras pusti me", "Cha-cha pusti me", "Tako je volim", "Na kraju sna (neka zvone zvona)" i "Peggy Sue", album ukazuje na njihovu mračniju atmosferu.

## Popis pjesama

### A strana
1. "Ostani uz mene" (3:38)
2. "Bla-bla" (3:20)
3. "Večeras, pusti me" (3:22)
4. "Ponoćna serenada" (3:31)
5. "Peggy Sue" (3:44)

### B strana
1. "Cha-cha pusti me" (4:26)
2. "Zločesta curica" (2:44)
3. "Tako je volim" (2:09)
4. "Gledam te, gledaš me" (3:32)
5. "Na kraju sna" (nek' zvone zvona) (4:40)

## Izvođači
- Neno Belan - prvi vokal, gitara
- Dragiša Mandić - bas-gitara, prateći vokali
- Dragan Lukić - klavijature
- Matko Petrić - bubnjevi
- Igor Kmetić - saksofon, prateći vokali

## Vanjske poveznice
- Rateyourmusic - Recenzija albuma